# Soonda
Koordinaten: 58° 36′ N, 23° 16′ O
Soonda ist ein Dorf (estnisch küla) auf der drittgrößten estnischen Insel Muhu. Es gehört zur gleichnamigen Landgemeinde (Muhu vald) im Kreis Saare (Saare maakond).

## Beschreibung
Der Ort hat 23 Einwohner (Stand 31. Dezember 2011). Das Dorf hat dem 10,2 Kilometer langen gleichnamigen Bach (Soonda oja) seinen Namen gegeben. Er ist das längste Fließgewässer auf der Insel Muhu.
1923 wurde in Soonda eine Steinaxt aus der jüngeren Steinzeit oder Bronzezeit gefunden.